# 東部州 (ナイジェリア)

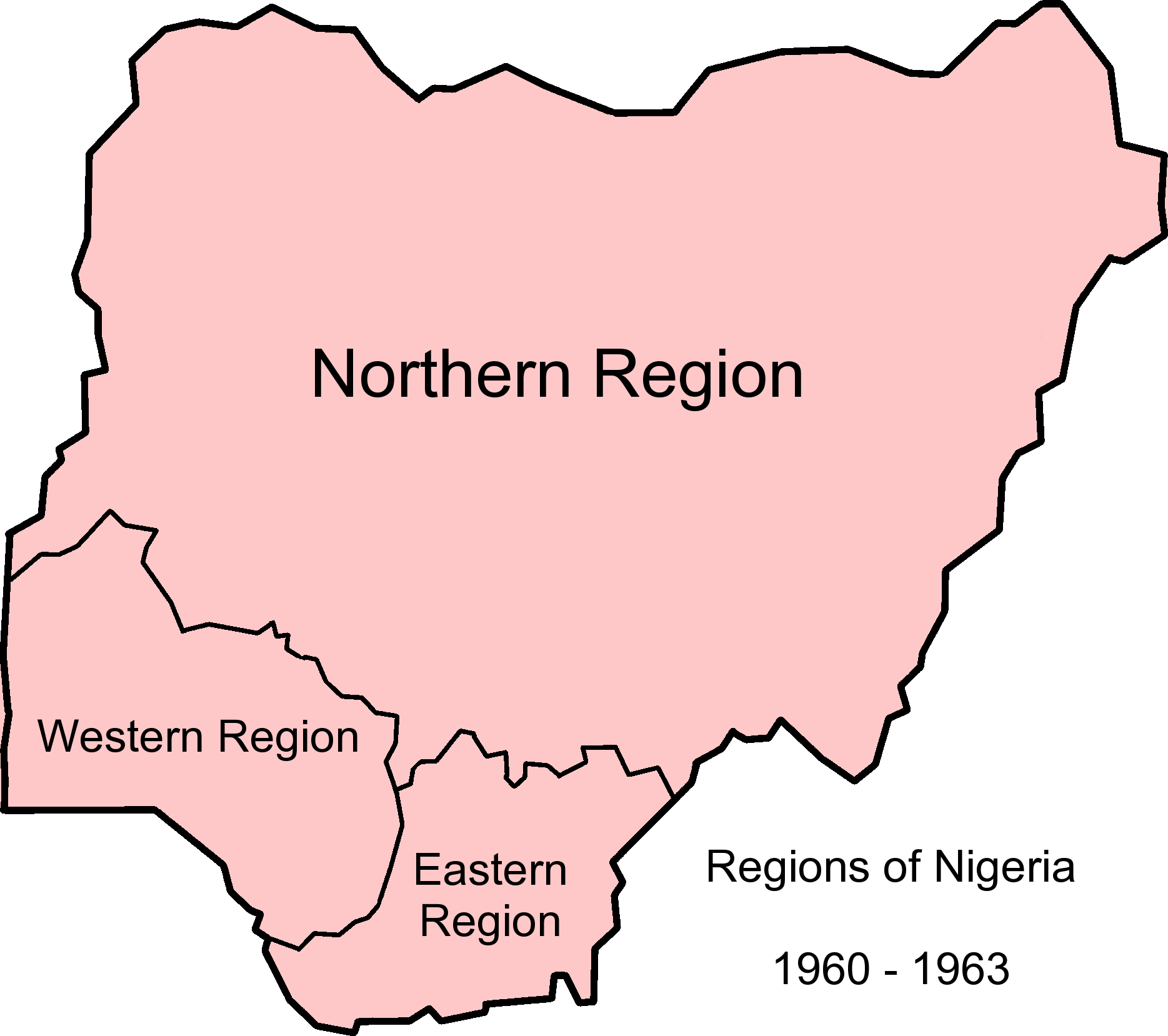
1960年当時のナイジェリアの州。南の一番小さな州が東部州

東部州 (Eastern Region) は、かつてナイジェリア南東部に置かれていた州。21世紀の現在では9の州に分割されている。

## 歴史
イギリス植民地の南部ナイジェリア保護領の東部に置かれたものが前身である。
1960年のナイジェリア独立から1967年まで北部州、西部州と共に大幅な権限を持つ州であった。イボ人が多数派であり、州都はエヌグに置かれた。
1963年に西部州から中西部州が分割された。1967年に12州制への移行に伴い東部州の東部中央州、南東部州、リバーズ州への分割が発表されると、かねてから予算配分に不満のあった東部州首相（軍政知事）のチュクエメカ・オドゥメグ・オジュクはビアフラ共和国として独立を宣言し、これを認めない連邦側と1967年にビアフラ戦争となったが1970年に鎮圧された。
東部中央州は1976年にアナンブラ州とイモ州に分割され、南東部州はクロスリバー州に改名された後、1987年にアクワ・イボム州が分割され、1991年にアナンブラ州からエヌグ州、イモ州からアビア州が分割され、1996年にエヌグ州とアビア州からエボニ州、リバーズ州からバイエルサ州が分割された。